# Elegant Gothic Aristocrat

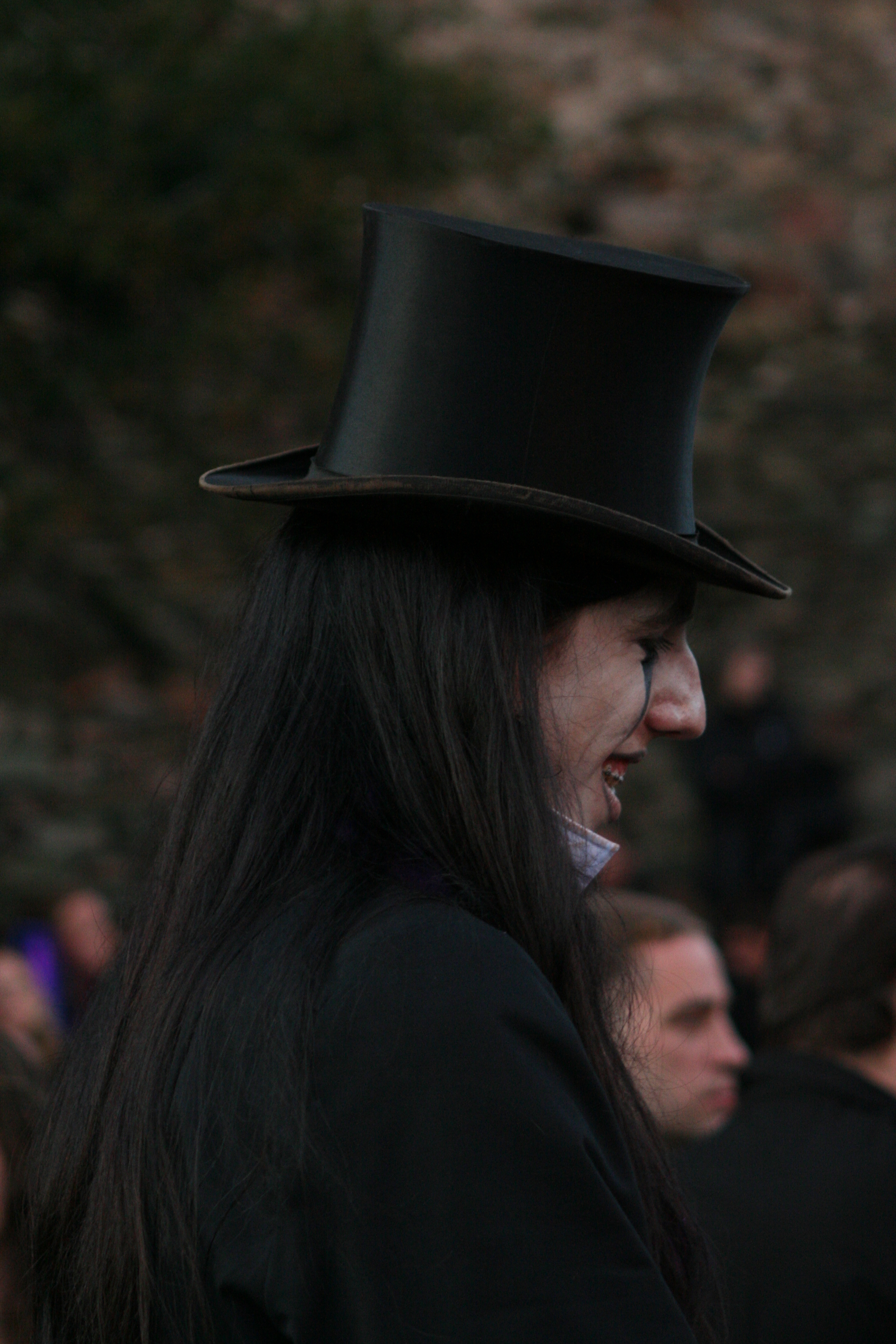
Accessori come il cilindro sono comuni nello stile EGA

La moda Elegant Gothic Aristocrat (lett. "moda gotica aristocratica") è stata creata nel 1999 dallo stilista e musicista giapponese Mana per il suo marchio Moi-même-Moitié, fondendo la moda aristocratica e moda gotica. Fulcri della diffusione di questo stile sono il quartiere di Tokyo Shinjuku e la città di Nagoya, in Giappone.
Mana definì questa moda Elegant Gothic Aristocrat (EGA), dicitura che poi la stampa e il grande pubblico, soprattutto in Europa, semplificarono come Gothic Aristocrat. Questo per indicare anche l'intero stile; infatti, il suffisso elegant può essere utilizzato solo per indicare i capi "originali", quelli della casa di moda Moi-même-Moitié, la prima a utilizzare la parola gothic per indicare la moda aristocratica.
Lo stile del Gothic Aristocrat si basa sul concetto di androginia. Di solito si limita all'uso di colori come il nero, il bianco e toni scuri in generale (soprattutto del blu e viola, preferiti da Mana), fondando l'immagine sull'eleganza, sulla semplicità e sulla linearità; in contrasto con lo stile Gothic Lolita, infatti, gli abiti e, soprattutto, le lunghe gonne e i pantaloni EGA risultano composti, severi ed essenziali. I tipici piercing e tatuaggi goth non sono di solito compatibili con questo tipo di abbigliamento, anche se, in genere, sia uomini sia donne portano un trucco scuro, pesante e marcato, in abbinamento con questi abiti.
Sono di uso comune degli accessori che ricordano uno stile aristocratico e in parte vittoriano, come cilindri e bombette, bastoni da passeggio eleganti, ombrelli particolari, cravatte. Gli abiti hanno un taglio classico. I cappotti, spesso lunghi fino ai piedi, hanno una forma lineare, ordinata, le gonne sono lunghe e larghe, spesso a pieghe, ma risultano compatte e sobrie. Nell'abbigliamento femminile sono talvolta comuni veri corsetti.